# Найп'їдо
Нейп'їдо́ (бірм. နေပြည်တော်) або Nay Pyi Taw — столиця та третє за величиною місто М'янми. Слово «Найп'їдо» означає «королівське місто», але може перекладатися і як «житло королів». Адміністративна столиця країни офіційно переїхала до цього міста 6 листопада 2005 року, для міста була вибрана ділянка за 3 км від міста П'їнмана та за 320 км на північ від Янгона. Назва столиці була проголошена 27 березня 2006 року, у день збройних сил М'янми. Військовий та урядовий райони міста фізично відокремлені від решти його території, до обох з них доступ громадянському населенню та іноземцям заборонений. Торговцям дозволяється відвідувати обмежену територію біля урядових будівель.

## Етимологія
Найп'їдо з бірманської означає «обитель короля» і зазвичай перекладається як «королівська столиця», «резиденція короля» або «обитель королів». Традиційно він використовувався як суфікс до назв королівських столиць, таких як Мандалай, який називався Яттанарбон Найп'їдо (ရတနာပုံနေပြည်တော်).

## Історія
З 7 листопада 2005 військовий уряд М'янми почав процес передислокації міністерств і відомств з Янгона. Точний момент початку перенесення столиці був обраний за астрологічними міркуваннями, це було 6:36 ранку. 11 листопада другий конвой з 11 батальйонів і одинадцяти міністерств покинув Янгон (за повідомленнями газети «Бангкок Пост»).
Точна причина перенесення столиці невідома. Це можуть бути як стратегічні міркування, так і міркування внутрішньої політики або використання порад астрологів, що нерідко траплялося в історії Бірми. Перебуваючи в центрі країни, місто П'їнмана є менш вразливим у разі атак з моря. Крім того навколо міста можуть бути обладнані підземні сховища і укріплення на випадок повітряних бомбардувань, якщо уряд побоюється іракського сценарію конфлікту зі США. Також П'їнмана ближче до національних окраїн і таке положення столиці може поліпшити контроль цих територій. Під час Другої світової війни П'їнмана була укріпленим центром генерала Аун Сана.
27 березня 2006 року понад 12 000 солдатів провели перший військовий парад на День Бірманської Армії — річницю початку звільнення Бірми від японської окупації в 1945 році. Цього дня Найп'їдо було вперше згадане як столиця.
У грудні 2013 року місто прийняло 27-і Ігри Південно-Східної Азії.

## Клімат
Місто знаходиться у зоні, котра характеризується кліматом тропічних саван. Найтепліший місяць — квітень із середньою температурою 31.2 °C (88.2 °F). Найхолодніший місяць — січень, із середньою температурою 22.5 °С (72.5 °F).
| Клімат Найп'їдо         | Клімат Найп'їдо | Клімат Найп'їдо | Клімат Найп'їдо | Клімат Найп'їдо | Клімат Найп'їдо | Клімат Найп'їдо | Клімат Найп'їдо | Клімат Найп'їдо | Клімат Найп'їдо | Клімат Найп'їдо | Клімат Найп'їдо | Клімат Найп'їдо | Клімат Найп'їдо |
| Показник                | Січ.            | Лют.            | Бер.            | Квіт.           | Трав.           | Черв.           | Лип.            | Серп.           | Вер.            | Жовт.           | Лист.           | Груд.           | Рік             |
| Середня температура, °C | 22,5            | 24,8            | 28,6            | 31,2            | 30,3            | 28              | 27,4            | 27,3            | 28              | 27,6            | 25,5            | 22,7            | 27              |
| Норма опадів, мм        | 5               | 1               | 2.2             | 30.4            | 154.7           | 260.9           | 320             | 261.1           | 225.4           | 155.1           | 43.5            | 10.2            | 1469.5          |
| Днів з опадами          | 0,7             | 0,3             | 0,6             | 3,1             | 14,1            | 21              | 23,1            | 23,7            | 18,8            | 11,5            | 4,5             | 1,2             | 122,6           |
| Вологість повітря, %    | 62.8            | 53.8            | 50.4            | 51.5            | 66.7            | 77.1            | 78.8            | 80.9            | 79.5            | 77.5            | 73.1            | 68.8            | 68.4            |
| ----------------------- | --------------- | --------------- | --------------- | --------------- | --------------- | --------------- | --------------- | --------------- | --------------- | --------------- | --------------- | --------------- | --------------- |
| Джерело: Weatherbase    |                 |                 |                 |                 |                 |                 |                 |                 |                 |                 |                 |                 |                 |

## Міський краєвид
Найп'їдо поділений на кілька зон.

### Житлові зони

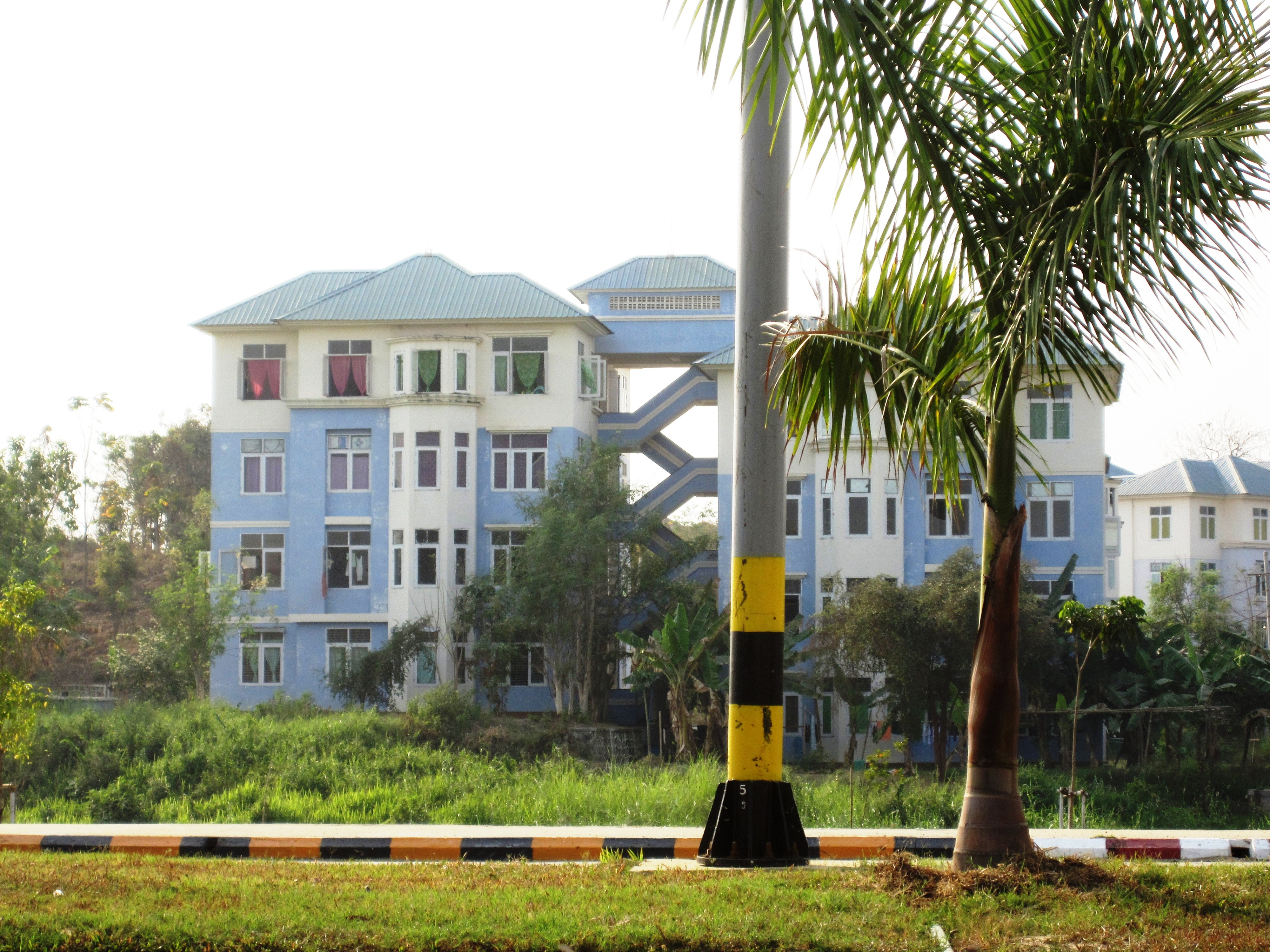
Житловий будинок у Найп'їдо

Житлові райони ретельно організовані, квартири розподіляються відповідно до рангу та сімейного стану. У місті 1200 чотириповерхових багатоквартирних будинків. Дахи багатоквартирних будинків забарвлено відповідно до професії їхніх мешканців: працівники Міністерства охорони здоров'я живуть у будівлях із синіми дахами, а працівники Міністерства сільського господарства — із зеленими дахами. Високопоставлені урядовці мешкають в особняках, яких налічується близько 50. Однак у 2019 році повідомлялося, що чимало міністерських особняків не використовуються і перебувають у занедбаному стані на зарослих територіях.

### Міністерська зона

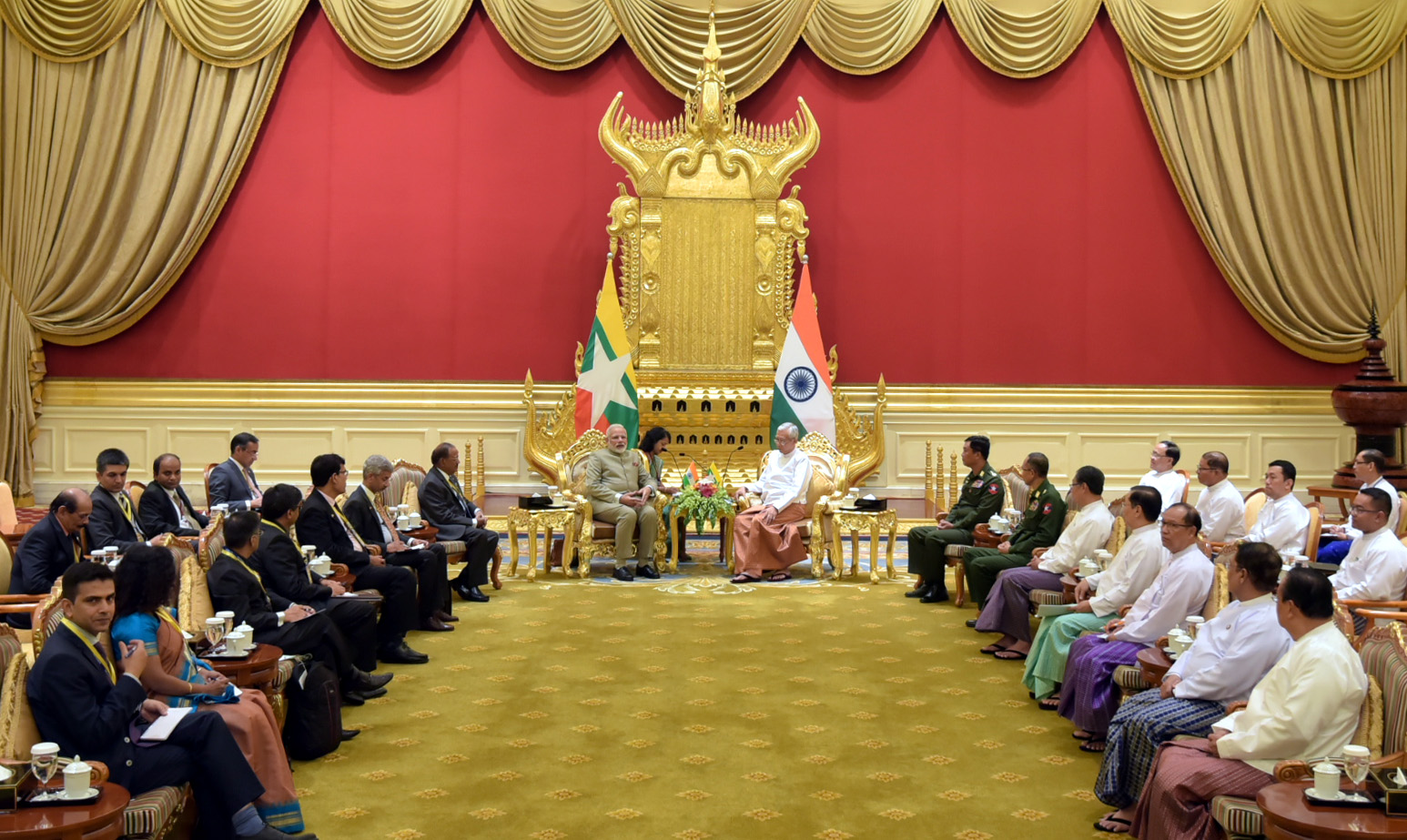
Президентський палац під час зустрічі Президента М'янми У. Хтін Чьяу та Прем'єр-міністра Індії Нарендри Моді.

У Міністерській зоні міста розташовані штаб-квартири урядових міністерств М'янми. Усі будівлі міністерств однакові за зовнішнім виглядом. Тут же розташований парламентський комплекс, що складається з 31 будівлі, і Президентський палац на 100 кімнат. Президентський палац, парламент і будівля мерії були побудовані в сталінському стилі, але з дахом у бірманському стилі.

### Військова зона
Високопоставлені військові офіцери та інші ключові чиновники живуть за 11 км (6,8 миль) від звичайних державних службовців у комплексі, що складається з тунелів і бункерів; ця територія є закритою для громадськості. У місті також розташована військова база, яка недоступна для громадян або іншого персоналу без письмового дозволу.

### Дипломатична зона
Уряд виділив по 2 гектари землі для іноземних посольств і штаб-квартир місій Організації Об'єднаних Націй. Посольство Китаю офіційно відкрило свій тимчасовий офіс зв'язку у 2017 році. Офіс зв'язку є першим іноземним офісом, якому було дозволено відкритися в Найп'їдо. Бангладеш і Малайзія також підписали угоди про відкриття посольств у Найп'їдо. Уряд підтверджує, що пропозиції про перенесення своїх посольств до Найп'їдо висунули ще 11 країн, а саме: Росія, Китай, США, Індія, Саудівська Аравія, Катар, Філіппіни, Індонезія, Таїланд, Туреччина та Кувейт. У лютому 2018 року державний радник До Аун Сан Су Чжі провела зустріч у Міністерстві закордонних справ у Найп'їдо, на якій закликала іноземні уряди перенести свої посольства до столиці.

### Готельна зона
У готельній зоні є кілька готелів у стилі вілл на горбистих околицях міста. У Нейп'їдо або поруч із ним розташовано дванадцять готелів. Вісім із них розташовані в готельній зоні Найп'їдо, а два — у Левей на дорозі Янгон-Мандалай. Сорок вілл були побудовані біля конференц-центру М'янми під час підготовки до 25-го саміту АСЕАН, що проходив у Найп'їдо в листопаді 2014 року. Будівництво вілл було розпочато урядом у 2010 році. Однак кошти були обмежені, тому пізніше проєкт був виставлений на тендер для завершення приватними інвесторами. Для розміщення спортсменів і глядачів Ігор Південно-Східної Азії 2013 року, які проходили в Найп'їдо, було побудовано 348 готелів і 442 готелі.

### Зона торгівлі
Ринок Naypyidaw Myoma — комерційний центр міста Найп'їдо. Інші торгові райони включають ринок Thapye Chaung Market, Junction Centre Naypyidaw і Naypyidaw Wholesale. Junction Center — перший у місті приватний торговий центр. Також є місцеві ринки та ресторанна зона.

### Рекреаційна зона

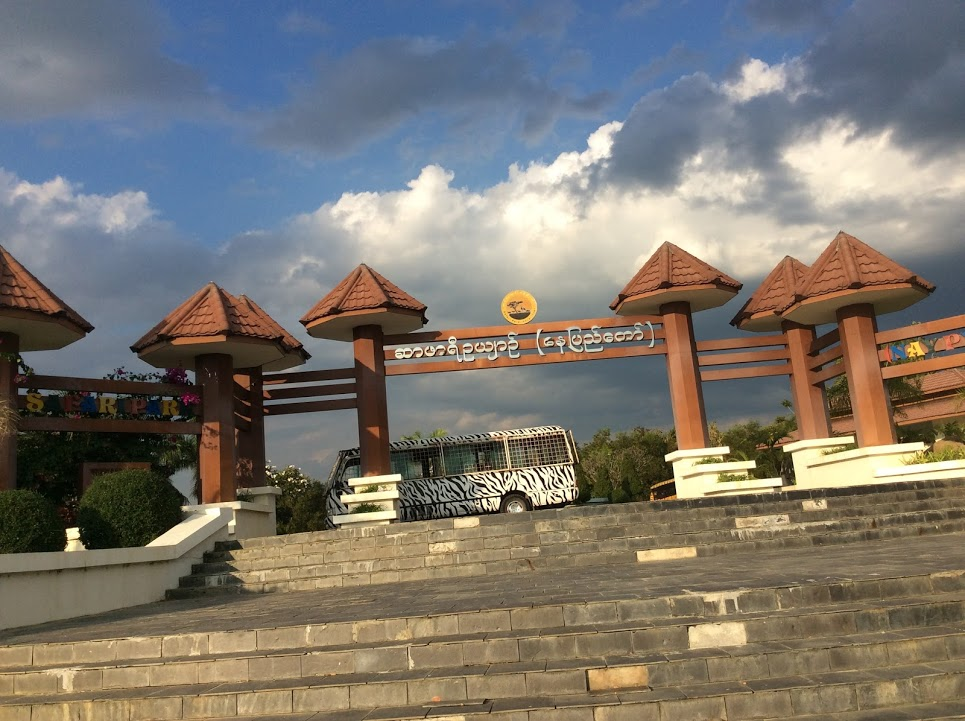
Сафарі-парк

Ngalaik Lake Gardens — невеликий аквапарк, розташований уздовж дамби Нгалайк, біля села Кювешин на озері Нгалайк (приблизно 11 кілометрів від Найп'їдо). Відкритий у 2008 році, Ngalaik Lake Gardens включає водні гірки, природні курорти, житло та пляж. Сади відкриті для відвідування під час свят Тінгіан.
Національний трав'яний парк площею 81 гектар (200 акрів), також відкритий у 2008 році, містить експонати лікарських рослин з усіх основних регіонів М'янми. У парку ростуть тисячі рослин, що представляють сотні різних видів. Позаду мерії розташований парк з дитячим майданчиком і комплексом фонтанів, де щовечора влаштовують музичні світлові шоу.
Зоологічний сад Найп'їдо відкрився у 2008 році та налічував 420 видів тварин, а зараз — 1500. Головною визначною пам'яткою зоопарку є будиночок для пінгвінів з клімат-контролем. Тварин перевезли до нього зі старого вольєру в Янгоні. Сафарі-парк Найп'їдо офіційно відкрився 12 лютого 2011 року.
У Нейп'їдо також є два поля для гольфу: Naypyidaw City Golf Course і Yaypyar Golf Course, а також музей коштовного каміння.

### Пам'ятка
Схожа за розміром і формою на пагоду Шведагон в Янгоні, пагода Уппатасанті була завершена у 2009 році. Ця нова пагода отримала назву Уппатасанті або «Пагода миру». Церемонія забивання кілків у пагоду відбулася 12 листопада 2006 року. Запрошення на церемонію починалося фразою «Раджахтані Найп'їдо (королівська столиця, де проживає король)». Пагоді лише на 30 см коротша за пагоду Шведагон. Уппатасанті перекладається приблизно як «Захист від лиха». Це назва сутри, підготовленої монахом на початку 16-го століття. Її слід читати під час кризи, особливо перед обличчям іноземного вторгнення.

## Транспорт

### Дороги
Чотирисмугове шосе Янгон-Найп'їдо довжиною 323,2 кілометра безпосередньо з'єднує Найп'їдо з Янгоном і є частиною швидкісної автомагістралі Янгон-Найп'їдо-Мандалай довжиною 563 км. У місті є 20-смугове шосе; як і більшість доріг у місті, воно здебільшого стоїть пусткою. У Нейп'їдо є чотирисмугові дороги і багаторівневі, прикрашені квітами кругові розв'язки (дорожні кола).

### Повітряне сполучення
У середині березня 2006 року авіакомпанія Air Mandalay почала польоти між Янгоном і Найп'їдо. 5 червня 2006 року було розпочато регулярні авіарейси до міст Сітуе і Тандуе.
Міжнародний аеропорт Найп'їдо, також відомий як аеропорт Айелар, був відкритий у грудні 2011 року і розташований за 16 км (10 миль) на південний схід від міста, між містами Ела та Леве. Він обслуговується всіма національними авіакомпаніями — Air Bagan, Air Mandalay, Myanmar National Airlines, FMI Air і Yangon Airways — з регулярними рейсами до Янгона та інших міст країни. а даними Міністерства транспорту, аеропорт має злітно-посадкову смугу довжиною 3,6 кілометра, диспетчерську вежу заввишки 69 метрів і обслуговує до 65 000 рейсів на рік. Авіакомпанії Bangkok Airways, China Eastern Airlines, Qingdao Airlines і Donghai Airlines також обслуговують аеропорт, виконуючи міжнародні рейси до і з Бангкока, Куньміна, Нанніна, Сіаня та Шеньчженя.

### Автобуси та таксі
Сполучення громадського транспорту між районами обмежене. Урядові міністерства вранці та ввечері відправляють рейсові автобуси до своїх будівель.
У місті є центральний автовокзал і одна компанія таксі, якою керують військові. Мотоцикли заборонені на деяких дорогах у межах міста Найп'їдо, включаючи ділянки дороги Тау Він Ядана, унаслідок сотень смертей у ДТП у 2009 році.

### Залізниця
Центральний залізничний вокзал Нейп'їдау було відкрито на кілометровій ділянці (233/0) між станціями Іватау і К'їхтаунгган на залізниці Янгон-Мандалай. Площа вокзалу становить 2700 м × 1200 м і критою територією 334,5 гектарів. Будівництво розпочалося 8 грудня 2006 року, а залізничну станцію Найп'їдо було відкрито 5 липня 2009 року, хоча шляхопровід, локомотивне депо, бетонна дорога, що веде до станції, автостоянка, пасажирський зал і платформа ще не були завершені.
До відкриття залізничної станції Найп'їдо, Найп'їдо обслуговувався станціями П'їнмана та Леве, хоча лише станція П'їнмана знаходиться на головній залізничній лінії (яка простягається від Янгон — Баго — Найп'їдо — Тазі — Мандалай). Станція Леве знаходиться на шляху з П'їнмани до К'яукпадаунга. Поїздом з Янгона до П'єнмани можна дістатися за дев'ять годин; поїзди відправляються о 12:00 і прибувають о 21:30 за місцевим часом.
У серпні 2011 року російські ЗМІ оголосили, що російська фірма будуватиме під Найп'їдо 50-кілометрову лінію метро, яка стане першою в країні підземною залізничною системою. Однак потім Міністерство залізничного транспорту оголосило, що план було скасовано через відсутність попиту та бюджетні обмеження.

## Мистецтво та розваги
Щорічно в Найп'їдо проводиться церемонія вручення нагород М'янманської кіноакадемії, на якій нагороджуються найкращі представники бірманського кінематографа. Кінотеатр є в торговому центрі Junction Centre Mall, а також в Ocean Supercenter. Ще два кінотеатри є в сусідньому П'їнмані й один у селищі Татконе .

## У масовій культурі
У березні 2014 року Найп'їдо був однією з локацій, показаних на британському автомобільному телешоу Top Gear під час двосерійної спеціальної програми в М'янмі.

## Галерея

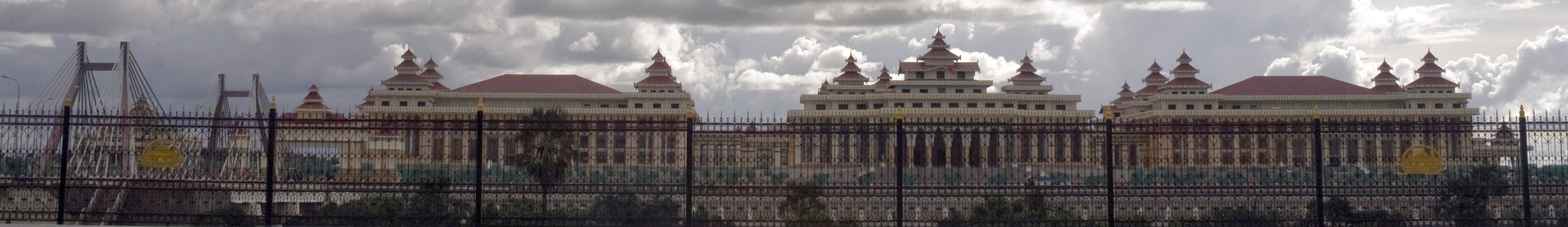
Будівля Парламенту М'янми

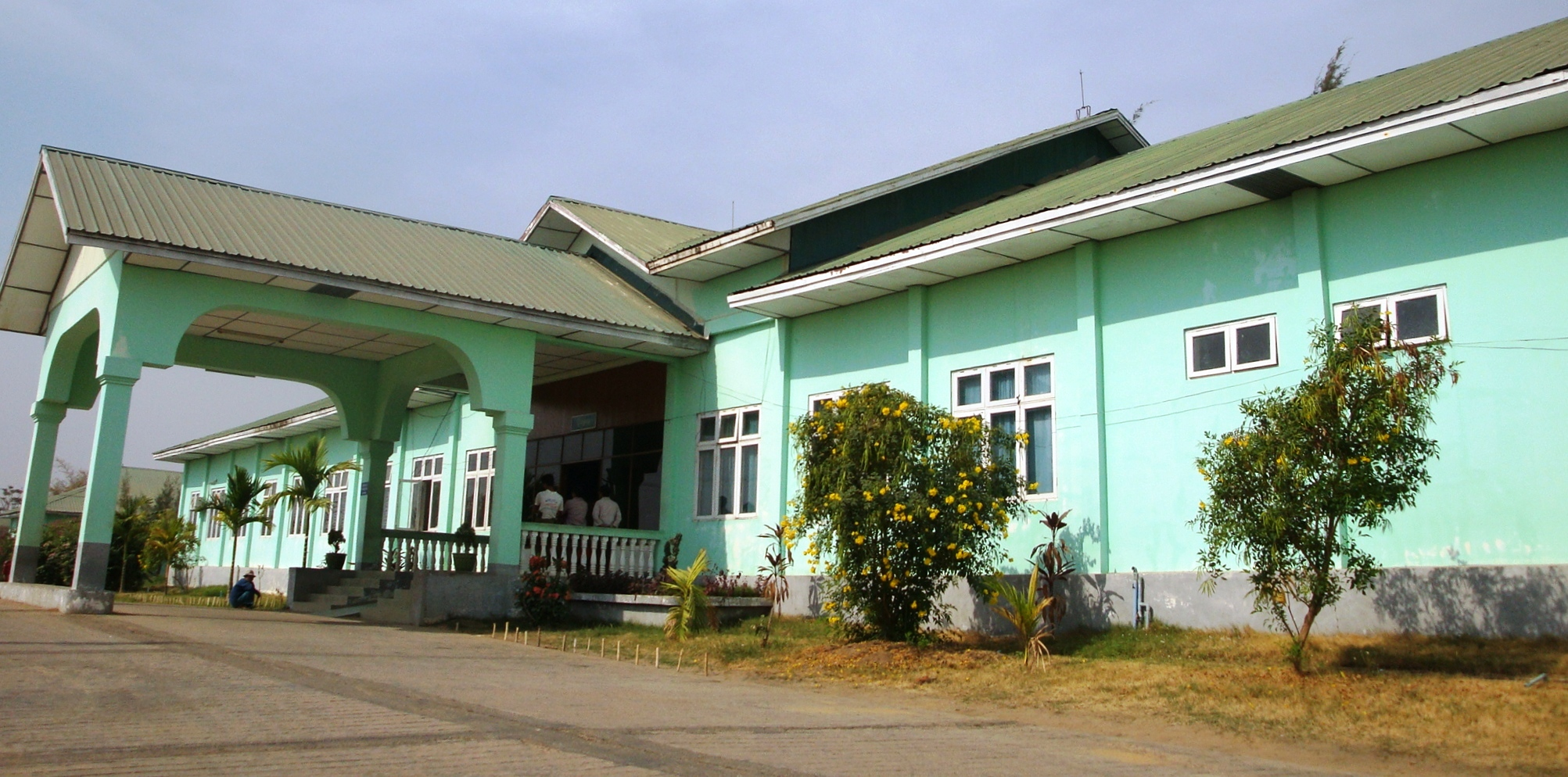
Лікарня Найп'їдо
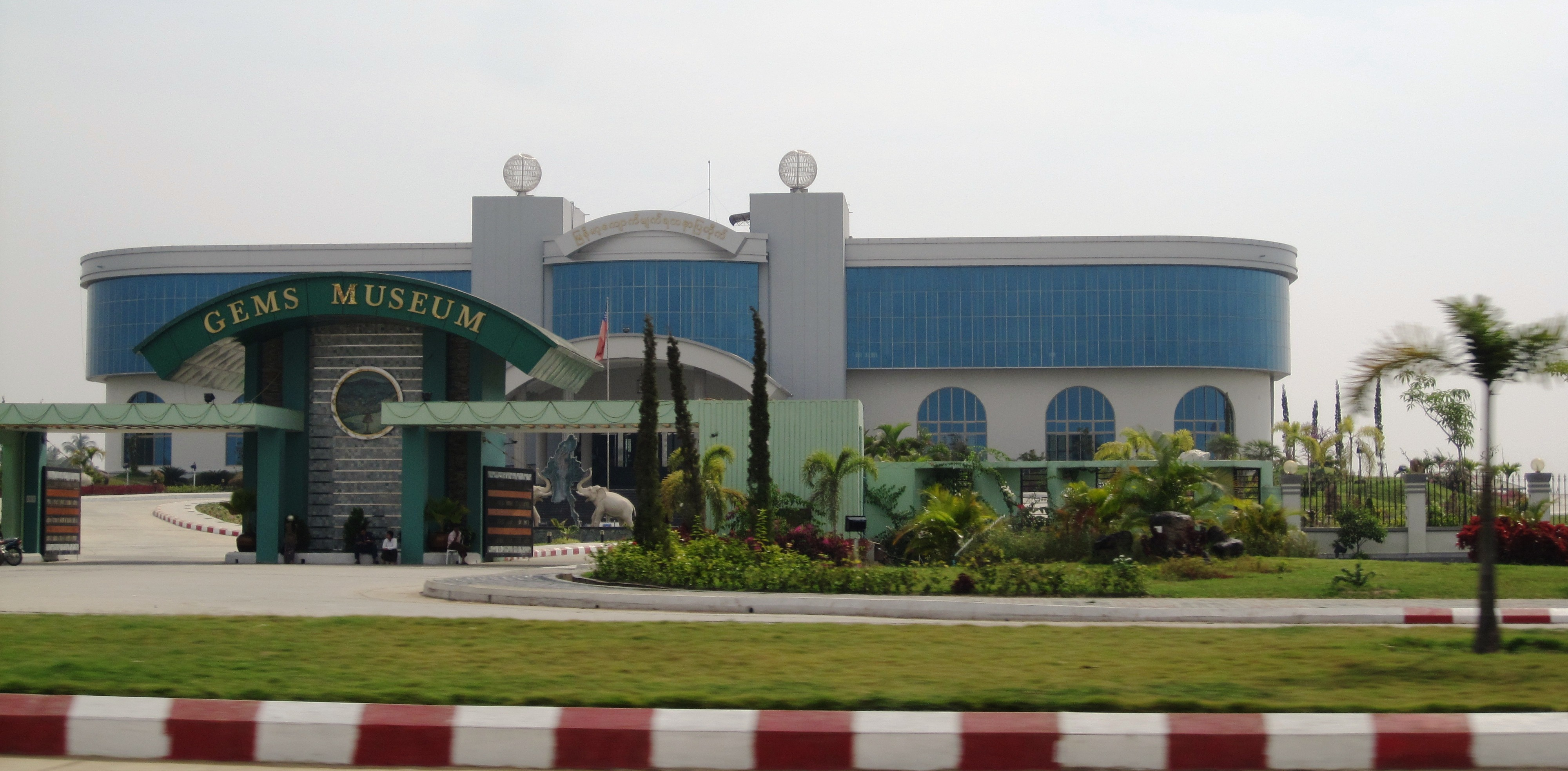
Музей дорогоцінного каміння
Стадіон
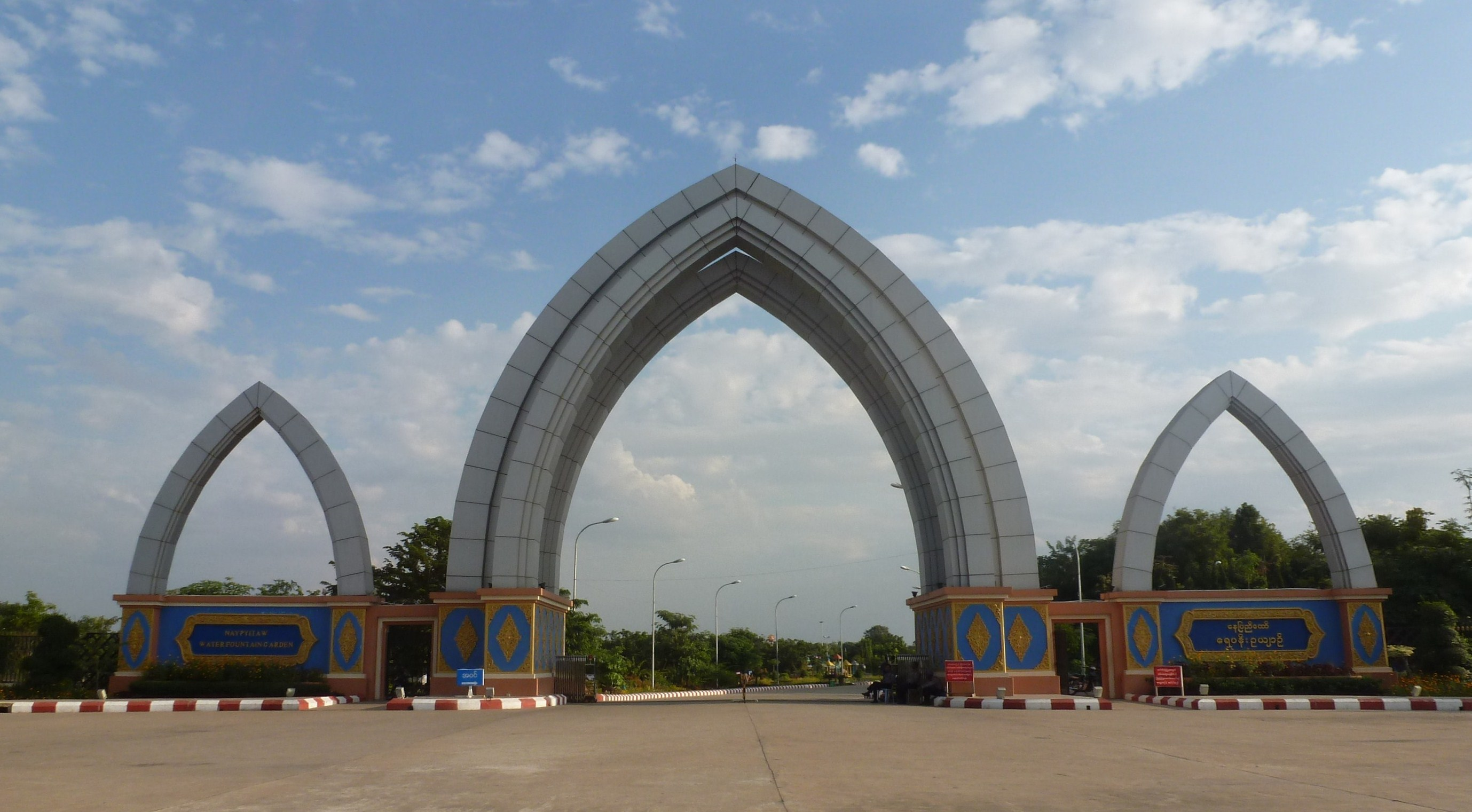
Сад фонтанів
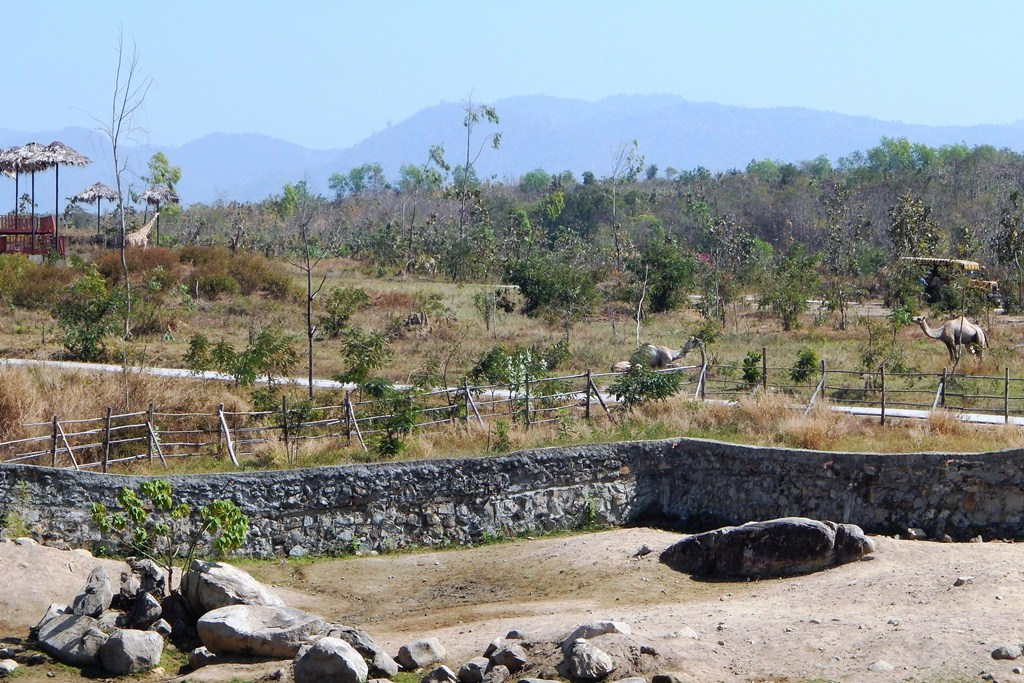
Сафарі Парк
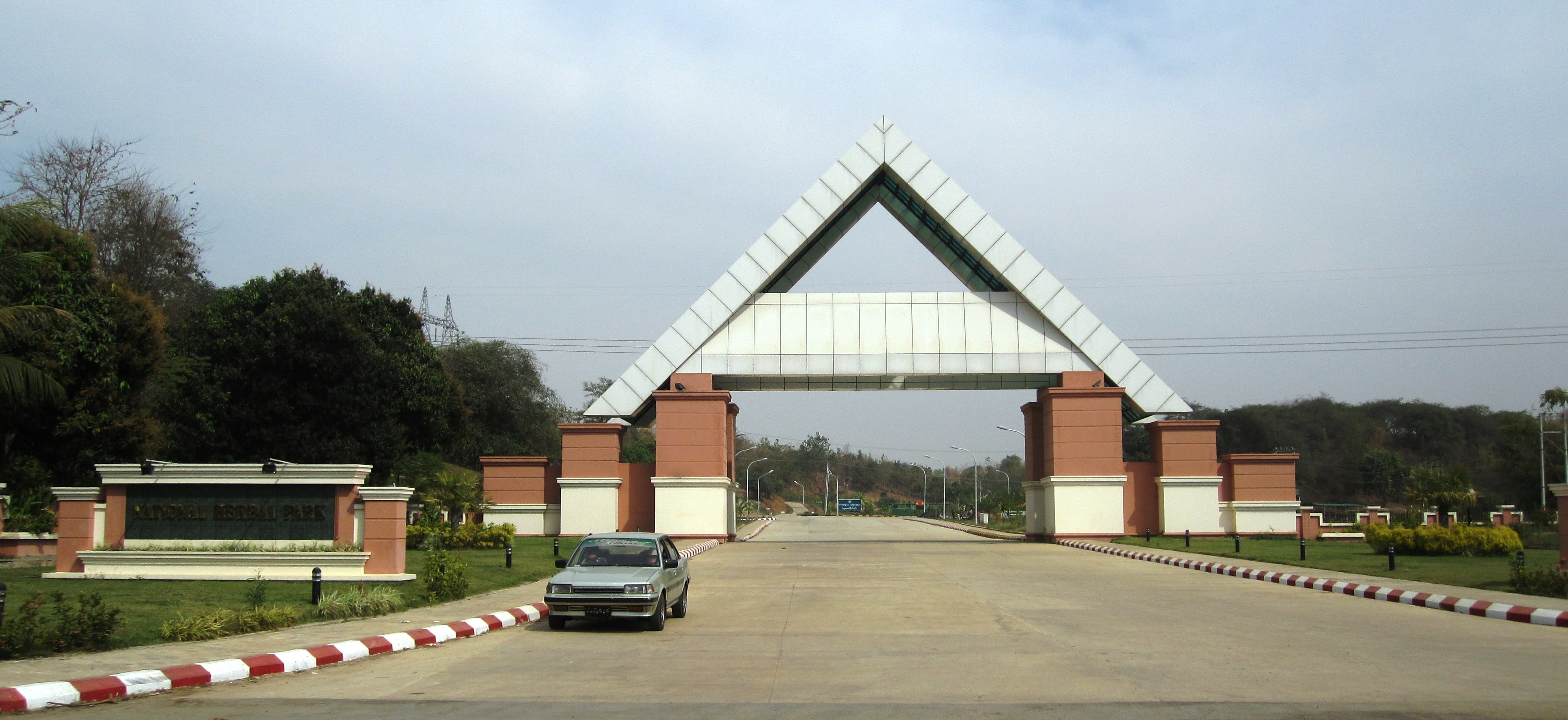
Національний парк рослин
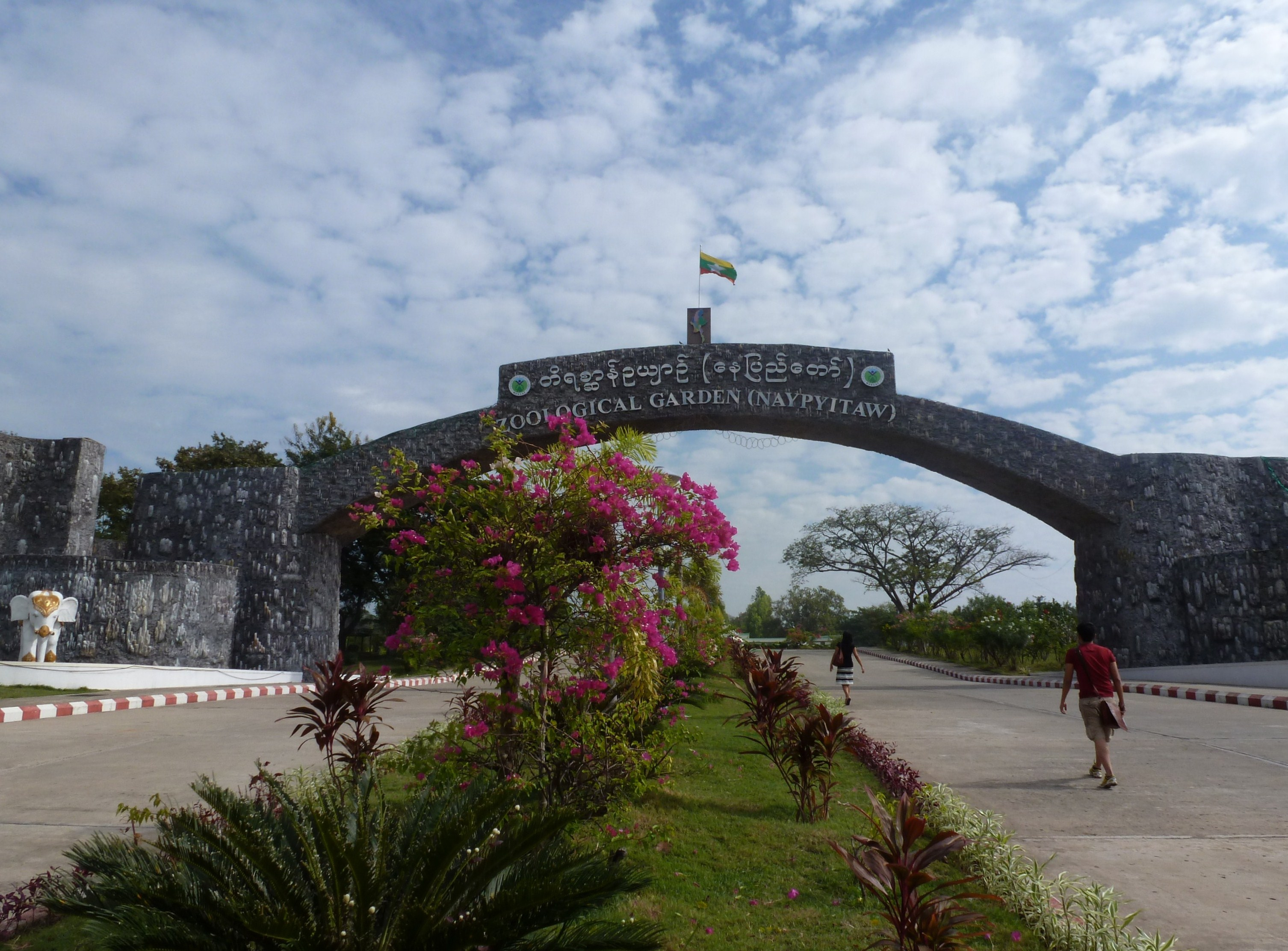
Зоопарк
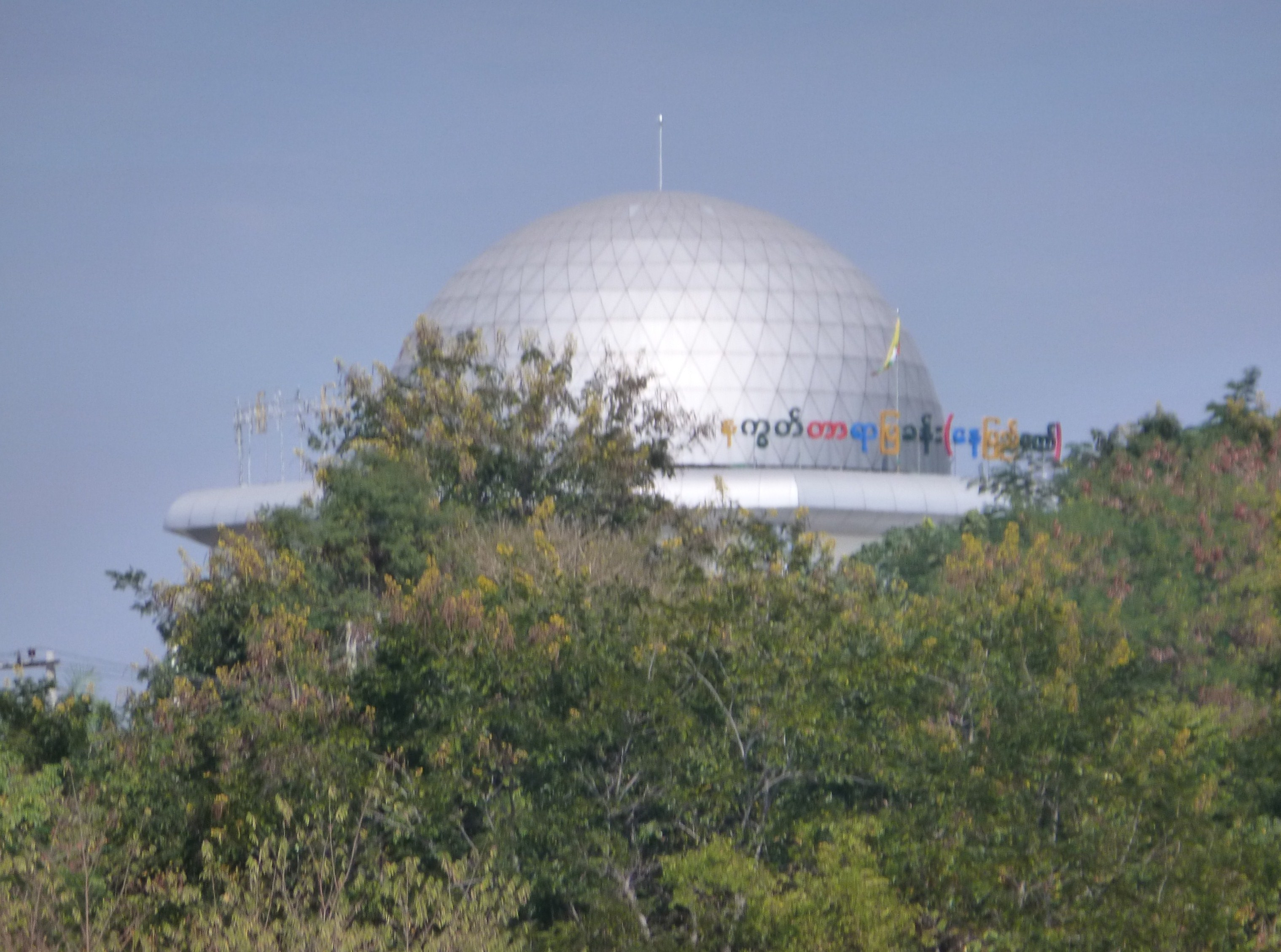
Планетарій